# Mimeusemia puciolia
Mimeusemia puciolia là một loài bướm đêm trong họ Noctuidae.